# Bang Boom Bang – Ein todsicheres Ding
Bang Boom Bang ist eine deutsche Filmkomödie aus dem Jahr 1999. Der Film spielt in Unna in Westfalen, das neben Dortmund zugleich einer der Drehorte war. Mit Bang Boom Bang schaffte Peter Thorwarth mit fast einer halben Million Zuschauern seinen Durchbruch als Regisseur.
Zusammen mit den Filmen Was nicht passt, wird passend gemacht (2002) und dem weniger erfolgreichen Goldene Zeiten (2006), die ebenfalls von Peter Thorwarth stammen, bildet Bang Boom Bang die sogenannte Unna-Trilogie.
Während der Film ab 12 freigegeben ist, wurde die DVD ab 16 eingestuft. Grund dafür ist das Bonusmaterial.

## Handlung
Der Gelegenheitsgauner Keek steckt in Schwierigkeiten, nachdem er einen großen Teil der Beute aus einem Bankraub bei Pferdewetten verspielt hat, obwohl das Geld seinem inhaftierten Kumpel Karlheinz „Kalle“ Grabowski zustünde. Dieser hat Keek unter der Bedingung nicht verraten, dass er nach seiner Haftentlassung 90 % der Beute bekommt. Noch im Gefängnis bestellt sich Kalle beim Kriminellen Ratte für 40.000 DM einen Mercedes 500 SEC fragwürdiger Herkunft, den Keek abholen soll. Da derzeit das nötige Geld für den Wagen fehlt, linkt Keek eine dänische Autohehlerbande mit falschen 200-DM-Scheinen, die er von seinem Kumpel Hilmi hat. Währenddessen sieht Kalle im Gefängnis einen von Keek mitgebrachten Pornofilm an, den Keeks Freund Franky gedreht hat. Als Kalle in dem Porno jedoch seine Ehefrau Manuela mit Franky in Aktion sieht, rastet er aus, misshandelt seinen Zellengenossen und flieht aus dem Gefängnis. Wenig später steht er unerwartet vor Keeks Haustür, um seinen Mercedes abzuholen und sich an Franky zu rächen. Gemeinsam mit Keek macht sich Kalle auf den Weg zu Frankys Videothek, in dessen Keller sich das Pornostudio befindet. Auf der Straße vor dem Gebäude erblickt er den ahnungslosen Franky und überfährt ihn kaltblütig. Anschließend taucht Kalle bei Keek unter, der nun nach einem Ausweg sucht, um schnellstmöglich das Geld für Kalle zu beschaffen.
Am nächsten Abend soll der alkoholabhängige Schlucke im Auftrag seines Chefs Werner Kampmann allein in dessen Spedition eindringen und einen Einbruch vortäuschen, da Kampmann die Versicherung betrügen will. Die bei ihm eingelagerte Ware, bei der es sich um Laptops handelt, hat Kampmann bereits an rumänische Hehler verkauft. Schlucke hat jedoch großspurig von „seinem Plan“ berichtet, bei dem es angeblich viel zu holen gebe, wodurch auch Ratte davon erfahren hat und Keek seine Chance sieht, das Geld für Kalle zu beschaffen. In der folgenden Nacht schleichen sich Schlucke und Ratte zusammen mit Keek und dessen Freund, dem Automechaniker Andy, auf Kampmanns Firmengelände und dringen in die Lagerhalle ein. Andy ist von Anfang an gegen den Einbruch, da er deswegen seine Verabredung mit Kampmanns Auszubildender Melanie verpasst. Als sie schließlich die Lagerhalle leer vorfinden, wenden sie sich dem Tresor im Büro der Spedition zu, den Keek aufbohrt. Allerdings befinden sich darin nur Akten.
Schlucke ist plötzlich verschwunden und auch Ratte macht sich davon. Nun rastet Andy wegen des sinnlosen Einbruchs aus, für den er dazu noch sein Rendezvous versäumt hat. Aus Wut über den versauten Abend tritt er gegen die offene Tresortür, die ins Schloss fällt und dabei Keeks Daumen abtrennt. Dieser liegt nun im Tresor, der sich nicht mehr öffnen lässt. Kurzerhand binden sie eine Kette um den Tresor und reißen ihn mit Keeks Auto aus der Verankerung, um ihn zur Werkstatt von Andys Chef Willi zu schleifen. Auf dem Weg dorthin werden sie mit dem Tresor im Schlepptau geblitzt, woraufhin Andy seiner Wut freien Lauf lässt und den Blitzkasten demoliert. Andys Chef kann schließlich den Tresor aufbrennen und lässt ihn anschließend verschwinden, während sich Keek von Andy ins Krankenhaus fahren und seinen Finger wieder annähen lässt. Aus den Tresorakten erfährt Andy zudem, dass sein „väterlicher Freund“ und Präsident seines Fußballvereins Kampmann ihn im Glauben einer irreparablen Knieverletzung gelassen hat, um Geld von einer Versicherung zu kassieren.
Am nächsten Tag versuchen Keek und Andy, Kampmann mit den Akten aus seinem Tresor zu erpressen. Nach einer geplatzten Geldübergabe – Kampmann betrügt die beiden mit einem Koffer voller alter Zeitungen – rastet Andy abermals aus und tritt gegen den Kofferraum von Keeks mintgrünem Ford Taunus. Beide sind entsetzt, als sich nach dem Tritt die Heckklappe öffnet und sie den toten Schlucke im Kofferraum entdecken. Nachdem sie ihn im Wald begraben haben, begeben sie sich zu Ratte, in dem Glauben, dass dieser Schlucke umgebracht hat. Laut dessen Darstellung ist Schlucke jedoch erstickt. Keek und Andy finden heraus, dass Schlucke beim Einbruch im Tresor den Schlüssel zu einem Schließfach an sich nahm und dabei von Ratte erwischt wurde. Um den Schlüssel verschwinden zu lassen, versuchte Schlucke ihn vermutlich herunterzuschlucken und erstickte daran. Keek und Andy graben daraufhin Schluckes Leiche wieder aus und finden tatsächlich den Schlüssel. In dem Schließfach am Flughafen Dortmund befindet sich Kampmanns Schwarzgeld aus dem Geschäft mit den Rumänen, weshalb dieser bereits gemeinsam mit seinem Sohn Mark vor Ort ist und die Schließfächer im Auge hat.
Am Flughafen kommt es zum Showdown: Bei den Schließfächern treffen Keek und Andy sowohl auf Kalle als auch auf Kampmann. Im darauf einsetzenden Chaos wird Kampmann von Kalle angeschossen, woraufhin Kalle wiederum von Zivilfahndern erschossen wird, die ihn observiert hatten. Im Schließfach findet sich nicht Kampmanns Schwarzgeld, sondern lediglich eine Sporttasche voller Erotikhefte, weshalb Keek und Andy unbescholten erscheinen.
Wie sich für den Zuschauer später herausstellt, hat Kampmanns ehemalige Auszubildende Melanie das Geld bereits Tage zuvor entwendet und zwar mit Hilfe einer Langzeit-Videoüberwachung des Zahlenschlosses. Melanie befindet sich mit Maike, einer Freundin, während der Schießerei ebenfalls am Flughafen. Man sieht, wie sie für einen Flug nach Mallorca einchecken und das Geld in ihrem Handgepäck haben. Während des Abspannes wird gezeigt, wie Melanie und Maike auf Mallorca eine gute Zeit haben.

## Hintergrund
Das Budget wurde auf rund 5 Millionen D-Mark geschätzt. Gedreht wurde an 39 bis 40 Drehtagen im Zeitraum vom 25. August bis zum 20. Oktober 1998, die Produktion dauerte bis eine Woche nach Drehende an. Am 26. August 1999 feierte der Film seine Premiere in Deutschland, am 23. November 1999 wurde er beim Festival Internacional de Cine de Mar del Plata in Argentinien gezeigt. An den deutschen Kinokassen wurden rund 455.000 Besucher gezählt. Am 18. September 2000 erschien der Film in Deutschland auf DVD und VHS.

### Drehorte
Der Film wurde in Unna, Köln und Dortmund sowie an dem an der Stadtgrenze liegenden Flughafen Dortmund in Holzwickede gedreht, wo an einer Tankstelle und einem Baumarkt gefilmt wurde.
Drehorte im Einzelnen:
- Das Zechenhaus, in dem Keek lebt, sowie die Videothek „Franky’s Videopower“ befinden sich in der Buderuskolonie nördlich von Unna-Massen und sind bis heute nahezu unverändert.
- Das Gelände, auf dem die Kulisse der Firma Kampmann für den Film errichtet wurde, liegt in der Industriestraße in Unna-Königsborn und gehörte früher den Stadtwerken Unna, bis sie 1998 ihre neue Zentrale an der Bundesstraße 1 bezogen. Zur Zeit der Dreharbeiten befand sich lediglich eine Lagerhalle auf diesem Grundstück. Alle weiteren Kulissen wurden für den Film mit Containern aufgebaut.[1] Heute befindet sich dort eine Neubausiedlung.
- Der Rohbau des Einfamilienhauses von Kalle und Manuela Grabowski liegt in der Eintrachtstraße Ecke Reckerdingsmühle in Unna-Massen.
- Die Szene, in der Hilmi das von Keek und Kalle geraubte Geld verwettet, entstand an der Galopprennbahn Dortmund in Dortmund-Wambel.
- Der Fußballplatz befand sich in der Brockhausstraße in Unna und existiert mittlerweile nicht mehr. Das Gelände ist heute (2020) eine Brachfläche. Auf einem Schottergelände der unmittelbar westlich gelegenen Ziegelstraße entstand auch die Szene, in der die beiden Jugendlichen Keeks Auto demolieren.
- Die Tankstelle, in welcher Andi arbeitet, befindet sich in Holzwickede an der Nordstraße Ecke Chaussee, in unmittelbarer Nähe zum Flughafen Dortmund. Jedoch wurde das ursprüngliche Gebäude der Tankstelle mit dem dahinter liegenden Wohnhaus inzwischen abgerissen und durch ein neues Tankstellengebäude ersetzt.
- Die Szene an Schluckes Wohnung entstand in der Ahornstraße im Süden von Unna.
- Sowohl die Hin- als auch die Rückfahrt beim nächtlichen Einbruch in der Spedition Kampmann wurden auf der Massener Bahnhofstraße in Unna-Massen gedreht.
- Das Eiscafé, in welchem sich Andi und Melanie treffen, befand sich am Westfalendamm in Dortmund und wurde mittlerweile abgerissen.
- Der Baumarkt, in dem Keek und Andy den toten Schlucke im Kofferraum ihres Autos finden, befand sich in Holzwickede in der Wilhelmstraße und ist in dem Film „Was nicht passt, wird passend gemacht“ aus einem anderen Blickwinkel im Hintergrund zu sehen. In dem Gebäude befindet sich heute ein Geschäft für Heimtierbedarf.
- Der Showdown wurde im Flughafen Dortmund im General Aviation Terminal (GAT) gedreht.

### Sonstiges
- Seit dem Kinostart am 26. August 1999 läuft der Film ununterbrochen regelmäßig im UCI-Kino in Bochum.[7][8] Am 28. August 2009 gab es zum zehnjährigen Jubiläum eine große Geburtstagsparty, der Film lief vor über 2.400 Gästen in allen 14 Sälen des UCI im Ruhr-Park. Am 20. September 2024 wurde das festliche Ereignis zum 25. Jubiläum des Films wiederholt, als der Film über 2300 Fans in sämtlichen Sälen des UCI Ruhr-Park unter Beteiligung von Cast & Crew gezeigt wurde.[9]
- Fans haben den gesamten Film in mehrjähriger Drehzeit nachgespielt, die Uraufführung fand am 30. August 2008 im Bochumer UCI-Kino in Anwesenheit von Peter Thorwarth statt.[10]
- In der Szene der Fußballfans von Borussia Dortmund, vor allem bei den Ultras, hat der Film Kultstatus. Er wurde schon zweimal bei der Aktion „Kino im Stadion“ gezeigt. 2007 gab es eine Diskussionsrunde mit dem Regisseur Peter Thorwarth, 2008 war Ralf Richter als Gast im Stadion. Zudem gab es eine Choreografie, die sich mit dem Spruch „90 Minuten Hardcore, echte Gefühle“ befasste, der im Film Jochen Nickel in der Rolle des Franky in den Mund gelegt wurde.
- Bang Boom Bang war das Kinofilmdebüt sowohl für den Regisseur Peter Thorwarth als auch für den Kameramann Eckhard Jansen, nachdem beide bereits zusammen die Kurzfilme Was nicht paßt, wird passend gemacht und Mafia, Pizza, Razzia gedreht hatten.[1] Bei der Vorführung dieses Kurzfilms in Hof im November 1996 kam Peter Thorwarth und dem Produzenten Christian Becker die Idee zum Film Bang Boom Bang.[3] Der Arbeitstitel lautete zu diesem Zeitpunkt Bank Boom Bang, da der Film ursprünglich von einem Banküberfall handeln sollte.[3] Nach einem Treffen von Peter Thorwarth und Christian Becker mit Hanno Huth und Alfred Holighaus von Senator Entertainment Ende 1997 wurde ein Angebot zur Koproduktion unterbreitet.[3] Mit der Hilfe von Stefan Holtz wurden die Arbeiten am Drehbuch beendet.[3] Das anschließende Casting wurde unter Verzicht auf eine professionelle Casting-Agentur in Eigenregie durchgeführt.[3] Weiterhin konnte Thorwarth bei rund 70 % seiner Filmcrew auf bekannte Personen aus dem Umfeld der HFF München zurückgreifen.[1] Der Produzent Christian Becker erklärte hierzu: „Bei Kurzfilmen arbeitet man gemeinhin ohne Gage. Wir fanden es nur fair, dass alle Leute, die uns damals unterstützt haben, jetzt auch einen bezahlten Job bekommen sollten.“[3] Für den Soundtrack konnte die Band H-Blockx gewonnen werden, deren Bandleader Henning Wehland von Thorwarth und Becker bei einem Konzert der „Ärzte“ in Unna im Publikum erkannt und angesprochen wurde.[3] Die H-Blockx steuerten dem Soundtrack des Films acht Titel bei und sind zudem im Film in kleineren Rollen zu sehen.[3] Auch Thorwarth hat einen kurzen Cameo-Auftritt als Geliebter von Kalle Grabowskis Ehefrau Manuela, als er nach Kalles Ausbruch mit Manuela in einer Szene im Dortmunder Flughafen am Buchungsschalter steht. Weiterhin spielte Diether Krebs mit seiner Darstellung des Spediteurs Kampmann seine letzte Kinorolle, während Jochen Nickel in der Rolle des Franky gar einen Auftritt außerhalb des Films, nämlich in der Serie Hausmeister Krause, erhalten hat, wo er in der Folge „Die Notoperation“ der ersten Staffel beim Pornodreh in der Wohnung der Krauses als Kameramann zu sehen ist.
- Es mussten neun Nachdrehs an vier weiteren Drehtagen angesetzt werden.[1][3] Diese zusätzliche Drehzeit war bereits im Vorfeld eingeplant, räumt der Produzent Thomas Häberle ein: „Peter ist einer der Regisseure, die plötzlich am Schneidetisch noch eine Superidee haben. Dann will er plötzlich wieder etliche Leute zusammentrommeln und weitere Szenen drehen. Wir kannten diese Eigenart schon von seinen Kurzfilmen und haben deshalb von Anfang an zusätzliche Drehzeit eingeplant. Und die hat sich gelohnt – einige der besten Sequenzen entstanden bei den 5–6 Nachdrehs.“[3] Die finalen Szenen sollten ursprünglich im Dortmunder Hauptbahnhof spielen.[1] Da die Deutsche Bahn jedoch zum Zeitpunkt der Dreharbeiten mit einer PR-Kampagne versuchte, ihr Image aufzubessern, und die Meinung vertrat, eine Szene, die Schusswaffen im Bahnhofsgebäude zeige, sei den eigenen Bestrebungen abträglich, verweigerte sie die Erteilung einer Drehgenehmigung für sämtliche Einrichtungen der Deutschen Bahn auf dem Bundesgebiet und verlangte darüber hinaus entsprechende Drehbuchänderungen.[1] Kurzerhand wurden die ausstehenden Szenen an den Flughafen Dortmund verlegt, der jedoch über keinerlei Schließfächer verfügt, so dass diese extra für den Dreh aufgestellt werden mussten.[1] Zudem wurde hier lediglich eine Drehgenehmigung für die Abend- und Nachtstunden von 22:00 bis 4:00 Uhr erteilt, um den Betrieb des Flughafens nicht zu behindern.[1]
- Während für den Hauptfilm die Altersfreigabe von 12 Jahren gilt, ist für das Bonusmaterial auf der „Deluxe Widescreen Edition DVD“ die FSK 16 vorgesehen. Der Grund hierfür ist, dass sich innerhalb des Bonusmaterials ein vom Regisseur gedrehter Kurzporno befindet, der im Hauptfilm für die Videokassette verwendet wurde, die Kalle Grabowski von Keek ins Gefängnis mitgebracht wird. Zudem ist im Bonusmaterial der DVD ein Easteregg enthalten – der vom Regisseur gedrehte Kurzfilm Mafia, Pizza, Razzia. Dieser ist auf der DVD in der Rubrik „Cast & Crew“ unter „Peter Thorwarth“ durch einen Klick auf die kleine Filmklappe auf der rechten Seite zu finden. Weiterhin umfasst das Bonusmaterial drei Szenen, die im Hauptfilm in im Hintergrund stehenden Fernsehgeräten zu sehen sind, darunter den Film der Überwachungskamera aus dem Banküberfall, der Kalle Grabowski einst ins Gefängnis brachte, die Nachrichtenberichterstattung über dessen Ausbruch sowie der bereits genannte Kurzporno Eingelocht mit Jochen Nickel und Sabine Kaack.[11] Zudem ist ein mit einer Handkamera im Stil eines Amateurfilms produzierter Film enthalten, der Alexandra Neldel und Monica Nancy Wick nach ihrer Flucht mit dem erbeuteten Geld auf Mallorca zeigt.[11] Weiterhin sind auf der DVD ein alternatives Ende, ein Einblick hinter die Kulissen, sieben Outtakes sowie elf ungeschnittene Szenen zu finden.[11] An vier ausgewählten Szenen wird der Einsatz von visuellen Effekten dargestellt, indem dieselben Szenen unter Einsatz sowie unter Verzicht auf Spezialeffekte abgerufen werden können.[11] Schließlich sind die fünf Hauptdarsteller mit Kommentaren rund um Film und Crew im Bonusmaterial zu finden.[11]
- Im Laufe der Handlung trägt der Kiffer Keek verschiedene T-Shirts der Punk-Rock-Bands Misfits und Ramones.
- Bei den beiden Skaterkids, die im Film versuchen, Keek Autoradios zu verkaufen und sein Auto demolieren, handelt es sich um Dustin Semmelrogge und Maxwell Richter, die Söhne von Martin Semmelrogge und Ralf Richter.[12] In der Szene, in der die zwei jugendlichen Skater das grüne Auto beschädigen, trägt Schauspieler Maxwell Richter ein schwarzes T-Shirt der amerikanischen Industrial-Metal-Band Fear Factory mit dem Cover-Motiv des 1998 erschienenen Albums Obsolete auf der Brust. Der Polizeikommissar, der das Fernseh-Interview zur Flucht von Kalle gibt, ist Karl Thorwarth, der Vater des Regisseurs.[12] Er war auch im realen Leben Polizeikommissar in Dortmund und inspirierte seinen Sohn, so äußerte sich Peter Thorwarth rückblickend, denn seine „Geschichten waren viel lebendiger und die »Ganoven« viel menschlicher, als ich es aus dem Fernsehen kannte“.[13][3] Während sich Keek die TV-Nachrichten über den Gefängnisausbruch von Kalle daheim anschaut, steht links neben seinem Fernseher ein Pappaufsteller der Schauspielerin Pamela Anderson zu dem Actionfilm Barb Wire von 1996.
- Die nächtliche Autofahrt mit dem Tresor im Schlepptau ist tagsüber gedreht worden und wurde nachträglich im Rahmen der Postproduktion digital überarbeitet.[1]
- Peter Thorwarth gab in einem Interview an, dass Freunde von ihm einmal einen Zigarettenautomaten rausgerissen und mit einem Traktor weggeschleppt hätten, um ihn zu knacken. Dies habe ihn zu der Tresorszene inspiriert.[14]
- Im Jahr 2014 sendete der Radiosender 1 Live als Ableger des Films eine Comedy-Reihe, in der Ralf Richter in seiner Rolle als Kalle Grabowski sich im Stil seiner Filmrolle über aktuelle Themen ausließ.[15]
- Im Jahr 2017 schlüpfte Ralf Richter erneut in die Rolle des Kalle Grabowski für das Musikvideo zu Wie ein Onkel des Rappers Pillath.[16]
- Anlässlich des 20. Jubiläums im Jahr 2019 nahm der Fernsehsender Tele 5 den Film ein Jahr lang, immer in der Nacht von Freitag auf Samstag, ins Programm auf. Begonnen wurde damit am 23. August.[17]

## Soundtrack
Der Soundtrack erschien am 30. August 1999 bei Sing Sing Records und BMG Musik Berlin. Die meisten der im Film zu hörenden Songs stammen von den H-Blockx und wurden auf dem gleichnamigen Soundtrack „Bang Boom Bang“ veröffentlicht. Jan Löchel, Musikproduzent aus Münster und langjähriger Freund von Henning Wehland von den H-Blockx, war an der Produktion des Soundtracks beteiligt.
| Nr. | Interpret                             | Titel                    | Dauer |
| --- | ------------------------------------- | ------------------------ | ----- |
| 1.  | Christian Kahrmann & Alexandra Neldel | Zickentour               | 0:36  |
| 2.  | H-Blockx                              | Time Of My Life          | 3:20  |
| 3.  | H-Blockx                              | B.L.O.C.K.X. FM          | 4:00  |
| 4.  | H-Blockx                              | Let It Go                | 3:14  |
| 5.  | H-Blockx                              | Going Down               | 5:18  |
| 6.  | H-Blockx                              | Til’s Theme              | 1:08  |
| 7.  | Ralf Richter                          | Ist der geil…!?          | 1:16  |
| 8.  | H-Blockx feat. Dr. Ring-Ding          | Hell Of A Guy (Whatever) | 4:08  |
| 9.  | H-Blockx                              | Fly (Chillout version)   | 3:34  |
| 10. | H-Blockx                              | Take Me Home             | 4:00  |
| 11. | Lofilers                              | On The Move              | 3:19  |
| 12. | Guano Apes                            | Get Busy                 | 3:25  |
| 13. | Motörhead                             | I Don’t Believe A Word   | 6:31  |
| 14. | Lou Bega                              | Tricky, Tricky           | 3:24  |
| 15. | Orange but Green                      | Honesty (Crime)          | 3:21  |
| 16. | Dr. Ring-Ding & The Senior Allstars   | I Know                   | 3:54  |
| 17. | Ellen ten Damme                       | Get Away                 | 3:37  |
| 18. | Diether Krebs & Christian Kahrmann    | Alkoholiker              | 0:52  |
| 19. | Martin Semmelrogge                    | Schlucke                 | 5:40  |
| 20. | Diether Krebs & Christian Kahrmann    | Über alle Berge          | 0:26  |
| 21. | Rainer Kühn                           | Airport Theme            | 4:31  |
| 22. | Rainer Kühn                           | Keek & Andy              | 3:28  |
| 23. | Rainer Kühn                           | The Burglary             | 3:08  |

Zudem singen Keek und Andy im Auto den Titel „Mit 18“ von Marius Müller-Westernhagen mit, welcher jedoch auf dem Soundtrack nicht enthalten ist. Müller-Westernhagen hatte bis dato noch nie einen seiner Titel zur Verwendung in einer fremden Kinoproduktion freigegeben, konnte jedoch von Peter Thorwarth auf einer Party binnen fünf Minuten überzeugt werden.
Für das Musikvideo zum Titel „Time Of My Life“ zeichneten ebenfalls Regisseur Peter Thorwarth sowie Kameramann Eckhard Jansen verantwortlich. Dieses Musikvideo ist im Bonusmaterial der DVD enthalten.

## Buch zum Film
Ein 108-seitiges Buch zum Film erschien 1999 im Europa Verlag ebenfalls unter dem Titel „Bang Boom Bang“ (ISBN 978-3-203-84100-7).

## Kritik
Die Frankfurter Allgemeine Zeitung bescheinigte dem „kurzweiligen Film für Männer zwischen fünfzehn und fünfundvierzig“ eigenständiges Lokalkolorit und überzeugende Charaktere.
Die Süddeutsche Zeitung urteilte, der Regisseur erlaube sich mit großer Detailliebe „Vorlagen, auf denen die Überkorrekten ‚klischeehaft‘ und ‚frauenfeindlich‘ nur ankreuzen müssen“, wobei Sprachrhythmus und Hintergrundgeschichten wichtiger als die Handlung würden. Man fühle, sehr gern Zeit mit den Figuren verbringen zu wollen, während es weniger wichtig sei, was sie genau tun.
Nach Ansicht des Lexikons des Internationalen Films handelt es sich um eine „dramaturgisch unausgegorene, streckenweise zotige Ruhrpottklamotte, deren ordinärer Tonfall genauso aufgesetzt wirke wie einige – nur um des Gags willen – inszenierte Zynismen. Holprig geschnitten und teilweise fehlbesetzt, unterhalte der Film nur, wenn er seinen Humor aus den Bildern entwickelt.“

## Auszeichnungen
Die Filmbewertungsstelle Wiesbaden hat den Film mit dem Prädikat „wertvoll“ ausgezeichnet. Beim Filmfest München erhielt Peter Thorwarth 1999 den „Director’s Promotional Award“. Die Produzenten des Films wurden mit dem VGF-Nachwuchsproduzentenpreis 1999 ausgezeichnet.